# Emili Gómez Nadal
Pour les articles homonymes, voir Gómez et Nadal.
Emili Gómez Nadal, né à Valence (Espagne) le 19 février 1907 et mort à Valence-d'Agen (France) le 29 octobre 1993, est un historien et résistant républicain espagnol.

## Biographie
Il fait des études littéraires à l'université de Valence pendant la dictature de Primo de Rivera puis obtient un doctorat en histoire à Madrid,.
En mars 1930, il participe à l'un des principaux promoteurs de l'entité valencianiste Acció Cultural Valenciana, puis participe à l'Agrupació Valencianista Republicana et au Centre d'Actuació Valencianista.
En 1932, il est l'un des signataires des Normes de Castellón.
Il découvre le marxisme lors d'un séjour à Paris en 1933-1934 puis adhère au Parti communiste d'Espagne en 1936,.
Il est professeur d'histoire à l'université de Valence,.
Il collabore régulièrement dans plusieurs revues, dont Nueva Cultura fondée par Josep Renau, Avant, El Camí et La República de les Lletres,.
Il épouse en 1936 la géographe Teresa Andrés Zamora, qui décède en 1946.
En 1938, pendant la guerre civile, il devient directeur de la Bibliothèque centrale militaire de Catalogne.
Élu membre du Centre de Cultura Valenciana, il ne peut occuper son poste en raison des évènements de la guerre civile.
Il s'exile à Paris à la fin de la guerre civile et rejoint Louis Aragon et la résistance communiste sous le nom de Henri.
Après la Seconde Guerre mondiale, il travaille au catalogage du fond documentaire espagnole de la Bibliothèque nationale de France à Paris et comme traducteur et documentaliste à la CGT.
Il épouse en France la résistante Alice Sportisse Gomez-Nadal.
En 1972, il publie chez L'Estel l'essai El País Valencià i els altres (« Le Pays valencien et les autres ») traitant de la question identitaire valencienne depuis une perspective marxiste,.
Il décède à Valence (Lot-et-Garonne) en 1993,.